# Up with the Birds/U.F.O.
Up with the Birds/U.F.O. è un singolo del gruppo musicale britannico Coldplay, pubblicato il 21 aprile 2012 come quinto estratto dal quinto album in studio Mylo Xyloto.

## Descrizione
Pubblicato in occasione dell'annuale edizione del Record Store Day, il vinile è stato prodotto in numero limitato a 2 000 copie. 300 copie sono state destinate alla Francia, altre 500 destinate al Regno Unito e le restanti mille destinate al mercato statunitense.

## Tracce
Lato A
1. Up with the Birds – 3:46

Lato B
1. U.F.O. – 2:18

## Formazione
Gruppo
- Chris Martin – voce, chitarra acustica, pianoforte
- Jonny Buckland – chitarra elettrica
- Guy Berryman – basso
- Will Champion – batteria

Altri musicisti
- Brian Eno – effetti sonori, composizione aggiuntiva
- Jon Hopkins – effetti sonori